# لیسوراید
لیسوراید (انگلیسی: Lisuride) نوعی داروی ضد پارکینسون از گروه ارگولینها است. این مادهٔ شیمیایی نوعی ملح هیدروژن مالئات است و خواص قلیایی دارد.
لیسوراید جهت کاهش سطح پرولاکتین و با دوزهای کمتر در پیشگیری از حملات میگرن نیز استفاده می‌شود. استفاده از این دارو در درمان بیماری پارکینسون سبب می‌شود تا نیاز بیمار به مصرف لوودوپا به تأخیر بیفتد. در کارآزمایی‌های بالینی مشاهده شده که تجویز پوستی/جلدی مداوم این دارو ممکن است در درمان پارکینسون مؤثر باشد؛ چرا که جذب خوراکی آن بسیار اندک و نیمه‌عمرش کم است.
این دارو یک آگونیست دوپامین و آگونیست نسبی برخی گیرنده‌های سروتونین و گیرنده اچ ۱ سروتونین است. لیسوراید همچنین آنتاگونیست گیرنده ۲ بی سروتونین است. این دارو میل ترکیبی فراوانی به گیرنده‌های D2 و D3 و D4 دوپامین و همچنین گیرنده‌های 5-HT1A و 5-HT2A/C دارد. با آنکه لیسوراید شباهت فراوانی از لحاظ خواص اتصالِ گیرنده‌ای به مادهٔ شیمیایی ال‌اس‌دی دارد، اما بر خلاف آن فاقد هرگونه اثرات روان‌گردان است.